# Monumento nazionale (Argentina)
In Argentina rientrano nella definizione di monumento nazionale le costruzioni, i luoghi e le caratteristiche elencati dal decreto nazionale come luoghi storici. Tale designazione incoraggia la conservazione dei luoghi sotto il controllo della Comisión nacional de museos, monumentos y lugares históricos (Commissione nazionale dei musei, dei monumenti e dei posti storici), creata nel 1940. Anche le province redigono liste locali di monumenti storici.
Ci sono circa quattrocento costruzioni o luoghi sulla lista. La maggior parte sono costruzioni o luoghi di epoca pre-ispanica o coloniale, alcuni sono campi di battaglia e altre località sono associate con l'indipendenza del Paese. Negli ultimi anni il governo sta sforzandosi di includere nella lista luoghi che riflettano il retaggio derivante all'Argentina dall'industrializzazione e dall'immigrazione.
La Commissione è stata criticata per non fare abbastanza per conservare le costruzioni sulla lista e per dichiarare i luoghi monumento nazionale solo dopo che siano stati alterati o parzialmente demoliti.
In corsivo i nomi dei monumenti riportati nelle fotografie:

## Buenos Aires (Città)
- Café Tortoni[2]

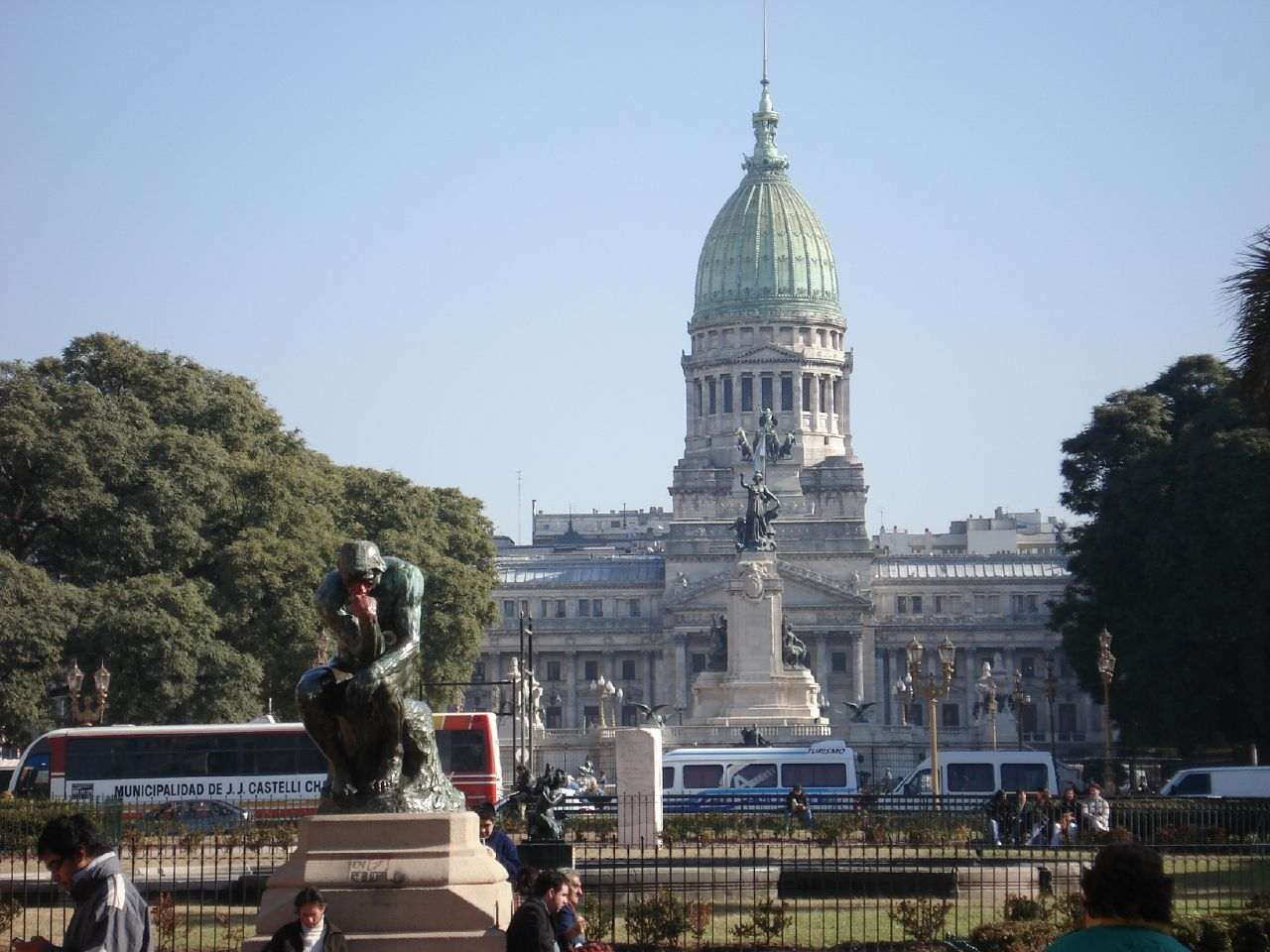
Palazzo del Congresso della Nazione Argentina

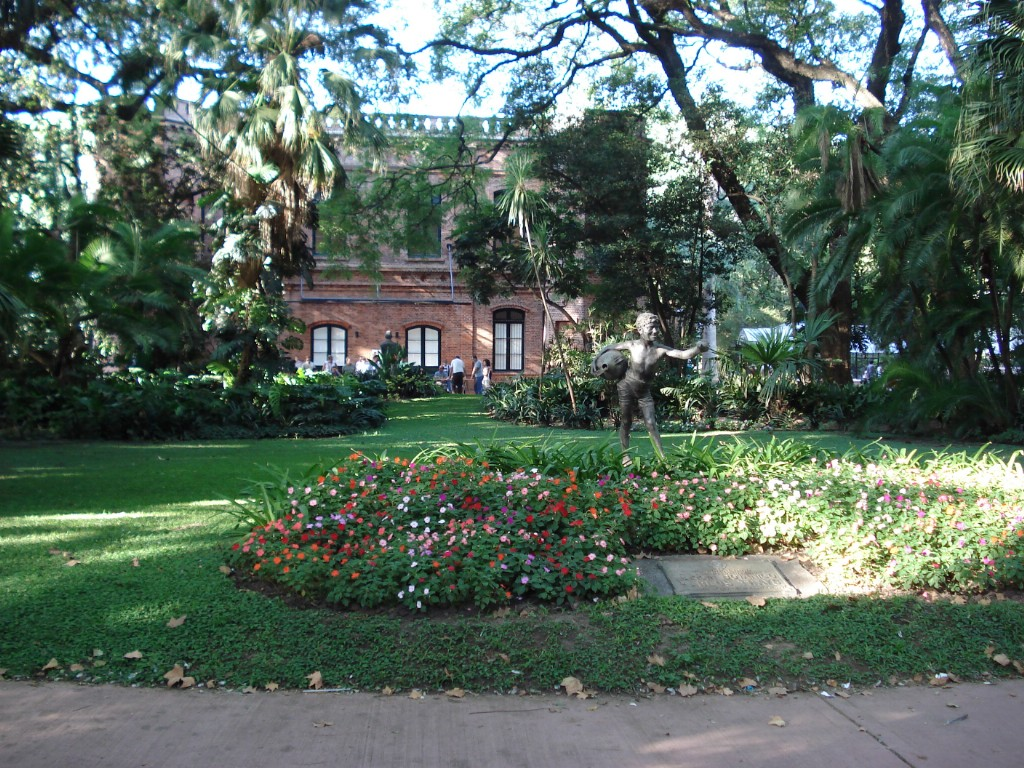
Giardino botanico di Buenos Aires

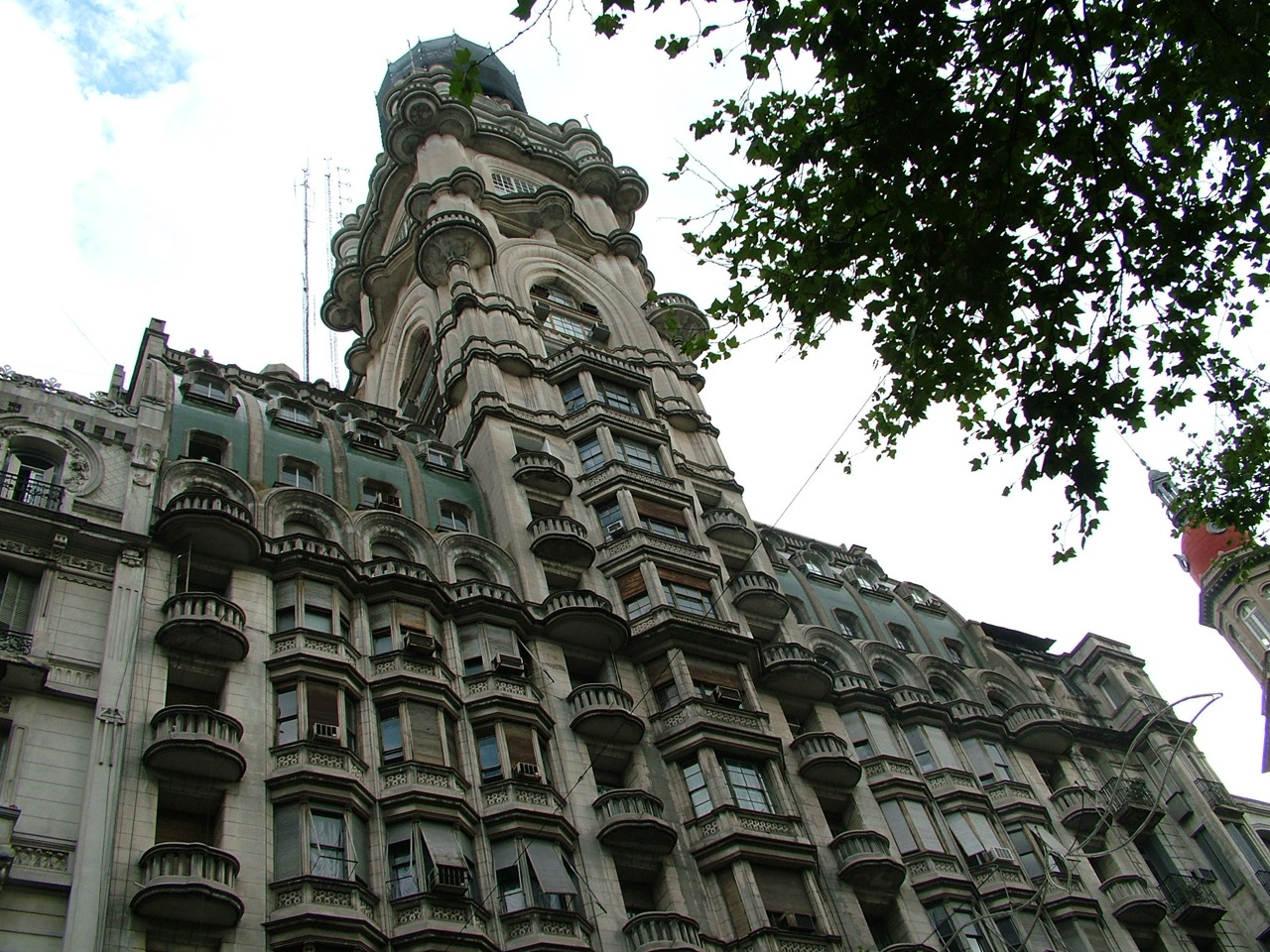
Palacio Barolo

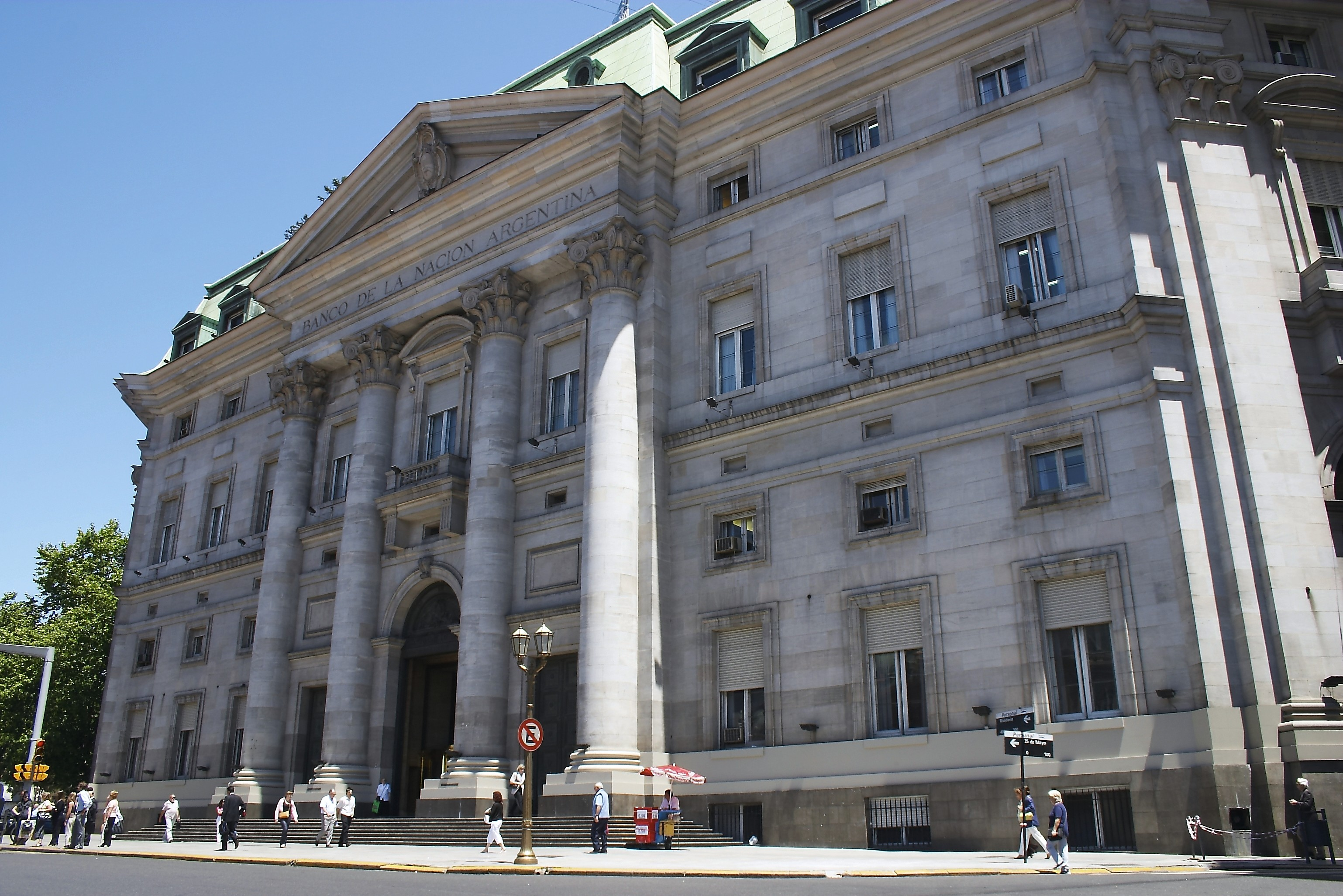
Banco de la Nación Argentina (casa central)

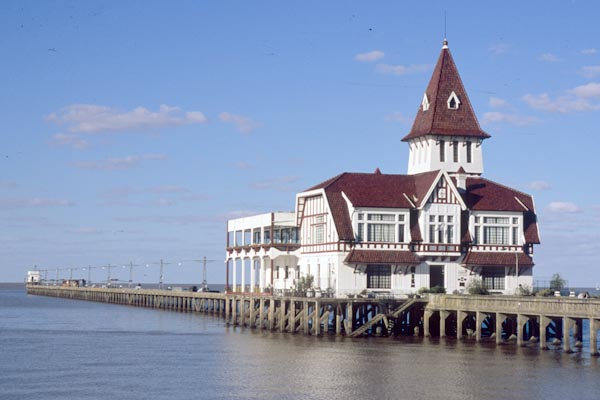
Club de Pescadores, Buenos Aires

- Casa Rosada (Casa del Governo XIX secolo)[3]
- Giardino botanico di Buenos Aires
- Cabildo di Buenos Aires (XVIII secolo)[4]
- Cattedrale metropolitana di Buenos Aires (XVIII secolo & XIX secolo)
- La Pirámide de Mayo, in Plaza de Mayo (1811)[5]
- Obelisco di Buenos Aires (1936)
- Palazzo del Congresso della Nazione Argentina (1906)[6]
- Recinzione del vecchio Congresso Nazionale (1864)[7]
- Teatro Colón[8]
- Basilica della nostra Signora del Rosario e Convento di San Domenico (fine XVIII secolo)[9]
- Casa di Bartolomé Mitre (XVIII secolo)[10]
- Casa di Domingo Faustino Sarmiento (1960)
- Casa di Esteban de Luca
- Palazzo delle Poste (1928)[11]
- Cappella di San Roque (fine XVIII secolo)[12]
- Chiesa di San Miguel (1788)[13]
- Chiesa di San Juan (1797)[14]
- Chiesa di San Pedro Telmo (1734)
- Chiesa di Sant'Ignazio (1722)[15]
- Ex Costruzioni dei Gesuiti (1730/1780)[16]
- Galerías Pacífico (1889)[17]
- Museo penitenziario Antonio Ballvé nella precedente prigione monastica delle donne e dell'ospedale
- Basilica di San Francesco (1754)[18]
- Palacio Barolo (1922)[19]
- Palazzo San Martín (1909)
- Chiesa di Montserrat (1865)[20]
- Ex Convento del Mercedarios (prima metà XVIII secolo)[21]
- Basilica di Nostra Signora della Mercede (1779)[22]
- Edificio Diario La Prensa (1898)[23]
- Altura di Elorriaga (Intorno al 1820)[24]
- Confitería El Molino (1917)[25]
- Palazzo Pizzurno (o Sarmiento) - Pasaje Pizzurno (1888)
- Edificio Kavanagh (1935)
- Palacio de Justicia
- Ponte trasportatore Nicolás Avellaneda
- Museo dell'Immigrazione (Hotel de Inmigrantes)
- Fragata Sarmiento
- Corbeta Uruguay
- Sede centrale del Banco de la Nación Argentina (1891)[26]
- Teatro Cervantes
- José Tiburcia Borda Municipal Hospital
- Sede della Federación de Asociaciones Católicas de Empleadas (FACE) - Calle Sarmiento
- Avenida del Libertador
- Centro Nazionale della Musica (Precedentemente era Libreria Nazionale)
- Palais de Glace[27]
- Museo dell'Industria del Vestiario
- Caserma, costruzioni e giardini del Reggimento Generale de San Martín dei Granatieri a cavallo - Palermo
- Proprietà conosciuta come Los Altos de Elorriaga a Defensa e Alsina, e la casa di María Josefa Ezcurra de Ezcurra su Alsina
- La Exposición Rural - Palermo[28]
- Osservatorio Navale d'Argentina - Avenida España
- Ambasciata del Regno Unito
- Stazione navale di Buenos Aires
- Costruzione del Banco Hipotecario SA
- Club de Pescadores, Buenos Aires[29]
- Argentine Yacht Club
- Sede dell'Ordine francescano secolare
- Chiesa di Nostra Signora di Balvanera
- Scuola di San José, a Mitre ed a Perón
- Museo storico nazionale (sede precedente di Gregorio Lezama, all'interno del parco di Lezama)
- Stazioni della Metropolitana di Buenos Aires:
  - Linea A : Plaza de Mayo, Perú, Piedras, Lima, Sáenz Peña, Congreso, Pasco-Alberti e Plaza de Miserere
  - Linea C : San Juan, Independencia, Moreno, Avenida de Mayo, Diagonal Norte, Lavalle e San Martín
  - Linea D : Catedral, 9 de Julio, Tribunales, Facultad de Medicina, Agüero, Bulnes, Scalabrini Ortiz, Plaza Italia e Palermo
  - Linea E : San José, Entre Ríos, Pichincha, Jujuy, Urquiza e Boedo
- Istituto tecnico Presidente Roque Sáenz Peña, Avda. Córdoba
- Giardino zoologico de Buenos Aires[30]

## Provincia di Buenos Aires
- Costruzione precedente del Banco de la Provincia de Buenos Aires - Bahía Blanca
- Palazzo Municipale - Bahía Blanca
- Hotel de Imigrantes - Bahía Blanca
- Costruzione del Telegrafo e della Posta - Bahía Blanca
- Torre del vecchio forte - Carmen de Patagones
- Chiesa della nostra signora di Carmen e della tomba di Luis Piedrabuena - Carmen de Patagones
- Casa di Bernardo Bartuille (ora casa comunale della coltura) - Carmen de Patagones
- Casa La Carlota - Carmen de Patagones
- Casa della famiglia Rial, conosciuta come la Casa Mitre Ranch Rial - Carmen de Patagones
- Casa storica del Banco de la Provincia de Buenos Aires - Carmen de Patagones
- Casa di Andrés García - Carmen de Patagones
- Casa di Cardinal Juan Cagliero - Carmen de Patagones
- Casa di Mariani-Teruggi - La Plata
- Casa di Ricardo Balbín - La Plata

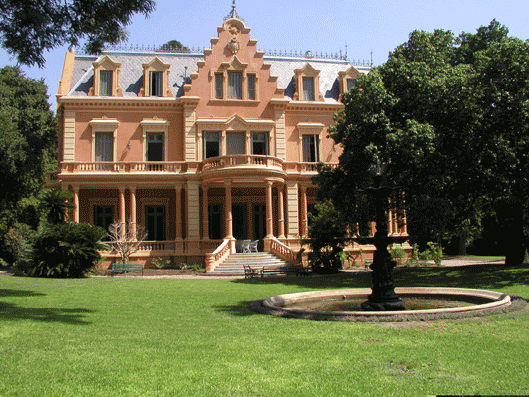
Villa Ocampo

- Museo Naturale delle Scienze di La Plata
- Casa di Curutchet - La Plata
- Chiesa di Nostra Signora del Carmine - Lobos
- Palazzo Municipale - Lobos
- Club Sociale (precedentemente sede del Sociedad Orfeon Lobense) - Lobos
- Cattedrale (Basilica la Nostra Signora della Pace) e la casa della Parrocchia - Lomas de Zamora
- Casa Municipale - Lomas de Zamora
- Scuola n.1 Bartolome Mitre - Lomas de Zamora
- Basilica di Nostra Signora di Luján - Luján
- Istituto Enrique Unzue Saturnine - Mar del Plata
- Chiesa della Nostra Signora di Pilar - Pilar
- Casa di Juan Manuel de Rosas - San Andrés
- Vecchio Ponte - San Antonio de Areco
- Museo Parque Criollo e Ricardo Güiraldes Gaucho - San Antonio de Areco
- Pulpería La Blanqueada - San Antonio de Areco
- Chiesa di San Antonio de Padua - San Antonio de Areco
- Casa del Sindaco Comunale - San Antonio de Areco
- Estancia La Porteña - San Antonio de Areco[31]
- Quinta Pueyrredón - San Isidro
- Villa Ocampo - San Isidro (1890)[32]
- Chiesa del Santo Sacramento - Tandil
- Casa di Domingo Faustino Sarmiento - Tigre

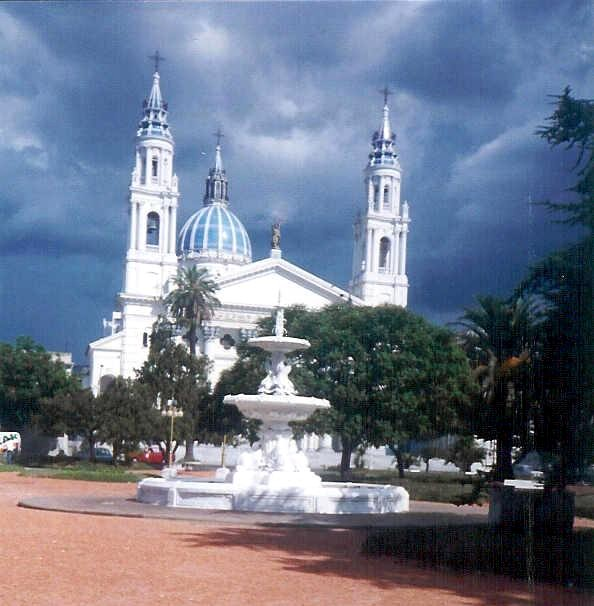
Cattedrale di Paraná, Provincia di Entre Ríos

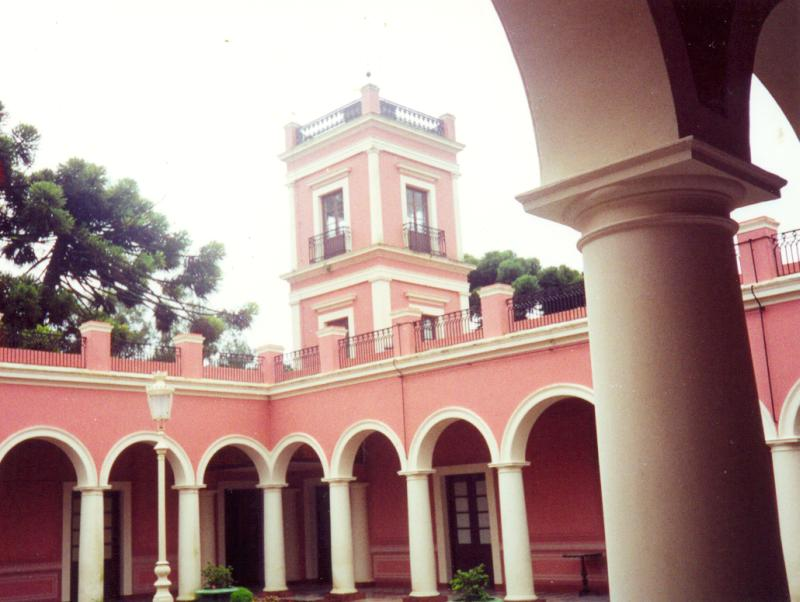
Palazzo San José, Provincia di Entre Ríos

- Tigre Club[33]

## Provincia di Catamarca
- Basilica Nostra Signora del Valle - San Fernando del Valle de Catamarca
- Chiesa a Hualfin
- Chiesa del Signore dei Miracoli - La Tercena
- Chiesa San José - Piedra Blanca
- Cappella della Nostra Signora del Rosario in San José (1715)
- Chiesa di San Pedro - Fiambalá (1770)
- Rovine delle costruzioni religiose - Icaño
- Resti di Pucara de Aconquija - Dipartimento di Ambato
- Stabilimento Inca a El Shincal de Quimivil - Dipartimento di Belén
- Stabilimento pre-Ispanico di Watungasta - Dipartimento di Tinogasta

## Provincia del Chaco
- Casa precedente del Governo (Museo della Polizia Carlos Chiesanova) - Resistencia
- Vecchia Stazione Ferroviaria Francese - Resistencia

## Provincia di Chubut
- La Trochita - Esquel (1922-1945)[34]
- Resti del Forte San José de la Candelaria - Gulf of San José
- Scuola Primaria Nazionale n.17 Vicente Calderón - El Blanco, Cholila

## Provincia di Córdoba
- Costruzione del Banco de la Provincia de Córdoba - Córdoba
- Legislatura Provinciale - Córdoba
- Córdoba Cabildo (XVII secolo)

## Provincia di Corrientes
- Casa del Governo - Corrientes
- Chiesa Santa dei Miracoli - Corrientes (1887)
- Chiesa Santa Ana della Guácara Indians - Santa Ana (1765)
- Santuario di Santa Lucía
- Museo dell'Estación del Este (Stazione ferroviaria) - Monte Caseros (1875)

## Provincia di Entre Ríos
- Cattedrale di Paraná
- Corridoio complessivo della Scuola della Nostra Signora del Huerto (sede precedente del Argentine Senate) - Paraná
- Palazzo San José - Concepción del Uruguay[35]
- Ex dogana - Concepción del Uruguay

## Provincia di Formosa
- Casa del Governo - Formosa
- Casa del governatore Ignacio Fotheringham (ora Juan Pablo Douffard Museo Storico Provinciale) - Formosa (1887)

## Provincia di Jujuy

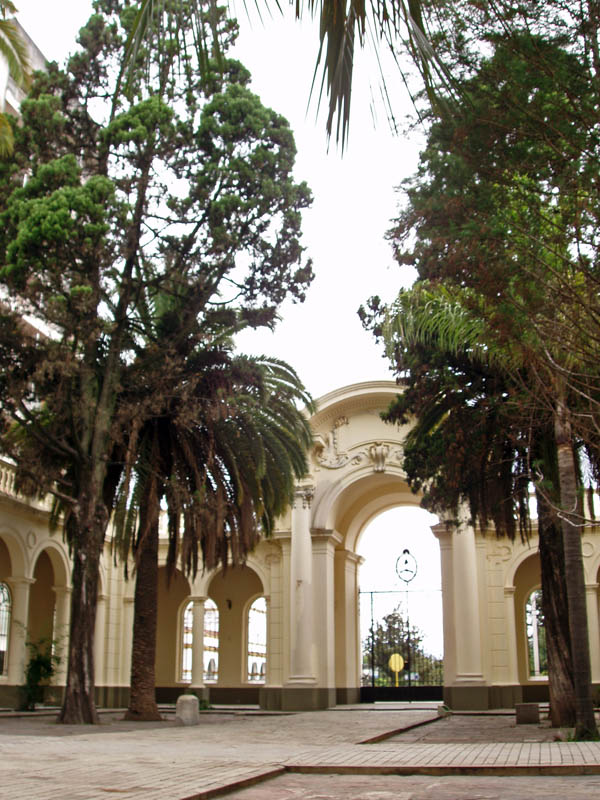
Patio della Cattedrale di San Salvador de Jujuy, della Provincia di Jujuy

- Cattedrale di San Salvador de Jujuy
- Casa del Governo - San Salvador de Jujuy
- Cabildo (ora Museo Storico della Polizia) di San Salvador de Jujuy
- Chiesa Santa Barbara - San Salvador de Jujuy
- Cappella San Francisco - Tilcara
- Chiesa Santa Rosa - Purmamarca
- Chiesa San Francisco - Uquía

## Provincia di La Pampa
- Casa di El Castillo in Parque Luro, Toay Department

## Provincia di La Rioja
- The Padercitas, Cochangasta (un piccolo tempio in granito) (1927)
- Tempio e Convento di Santo Domingo, La Rioja

## Provincia di Mendoza

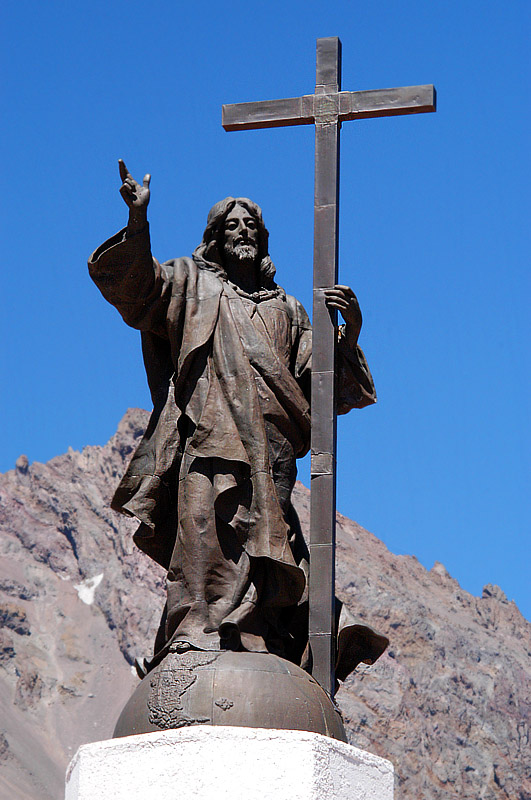
Cristo Redentore delle Ande - Las Heras

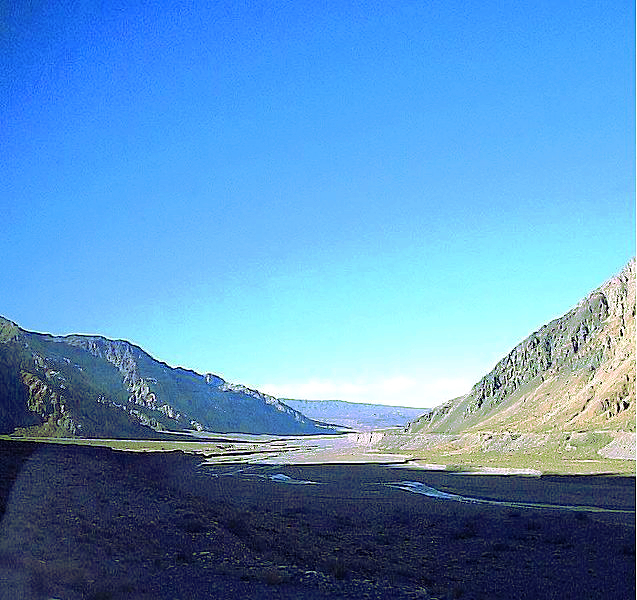
Uspallata, Dipartimento di Las Heras

- Basilica di San Francisco - Mendoza (1875/1893)[36]
- Bovedas di Uspallata - Dipartimento di Las Heras (XVIII secolo)[37]
- Cappella e Oratorio di Alto Salvador - Dipartimento di San Martín (1852)[38]
- Terreni, degli Alberi del salice e Cappella storica del Plumerillo (vecchio oratorio del Segura) - Las Heras (1870)[39]
- Cappella Rosario de Las Lagunas - Dipartimento di Lavalle (1864)[40]
- Cappella Nostra Signora del Rosario - Barrancas, Mendoza (XVIII secolo)[41]
- Precedente casa del Governatore Francisco Civit - Mendoza (1873)[42]
- Casa di Juan de la Cruz Videla - Cruz de Piedra, Dipartimento di Maipú[43]
- Collegio Nazionale Agustín Álvarez - Mendoza (1905)[44]
- Chiesa La Virgen de la Carrodilla - Dipartimento di Luján de Cuyo (originaria del 1840, ricostruita nel 1946)[45]
- Le tre Casas del Rey o Casupola di Uspallata (rifugi per i messaggeri) - Dipartimento di Las Cuevas (1765/1770)[46]
- Rovine del Forte Malal Hue (1846) e del laminatoio storico di Rufino Ortega (1885) - Malargüe[47]
- Rovine del Forte San Rafael del Diamante - Villa 25 de Mayo, Dipartimento di San Rafael (1805)[48]
- Rovine della Chiesa Gesuita di San Francisco - Mendoza (1716/1731)[49]
- Torrente d'acqua e Ponte di pietra su Los Españoles - Luján de Cuyo (1788/1791)[50]
- Precedentemente Bodega Arizu - Godoy Cruz (1888-1910)
- Precedentemente Bodega Arizu - Villa Atuel, San Rafael
- Panquehua Bodega e vigneto - Las Heras (1827-1918)
- Operai Gargantini e Giol e capanne dei supervisori - Maipú (1910)
- Luoghi di Estancia de los Molina - Distretto di General Ortega, Maipú
- Laminatoio idraulico a Upsallata Estancia - Las Heras
- Fattoria del Generale José de San Martín - Dipartimento di San Martín (1823)
- Proprietà del Generale José de San Martín e Sede della biblioteca pubblica Generale San Martín (1815/1817)
- Luogo di nascita di Mercedes San Martín y Escalada - Mendoza (1815/1817)
- Laminatoio del Mugnaio Tejeda (1815/1816)
- Rovine del Forte San Carlos - Dipartimento di San Carlos (1770)
- Ponticello coloniale sopra Picheuta River (XVIII secolo)
- Pedro del Castillo Square, la piazza di Mendoza (1561) e luogo vecchio di Cabildo di Mendoza (1561-1861)
- Terra di addestramento del Ejército de los Andes, Mendoza (1814/1817)
- Blocco storico di Tunuyán (1823)
- Luoghi della Posta de Rodeo del Medio - Fray Luis Beltrán, Maipú (XVIII secolo)
- Passo della montagna di Cumbre (1817)
- Cristo Redentore delle Ande - Las Heras

### Campi di battaglia
- Luoghi della Battaglia di Potrerillos - Luján de Cuyo (1817)
- Luoghi della Battaglia di Rodeo del Medio - Maipú (1841)
- Luoghi della Battaglia di Santa Rosa (1874)

### Tombe
- Tomba del Generale Gerónimo Espejo (1801-89) alla Scuola Militare Espejo
- Tomba del Colonnello Antonio de Berutti - Rovine di San Francisco (1772-1841)
- Tomba di José Vicente Zapata - Cimitero di Mendoza (1851-1897)
- Tomba di Juan Gualberto Godoy - Cimitero di Mendoza (1793-1864)
- Tomba di Tomás Godoy Cruz, Chiesa San Vicente Ferrer - Godoy Cruz (1791-1852)
- Tomba del Tenente Generale Rufino Ortega - Maipú (1847-1917)

## Provincia di Misiones
- Casa del Governo - Posadas

## Provincia di Río Negro
- Complesso civico - San Carlos de Bariloche

## Provincia di Salta
- Casa di Arias Rengel - Salta

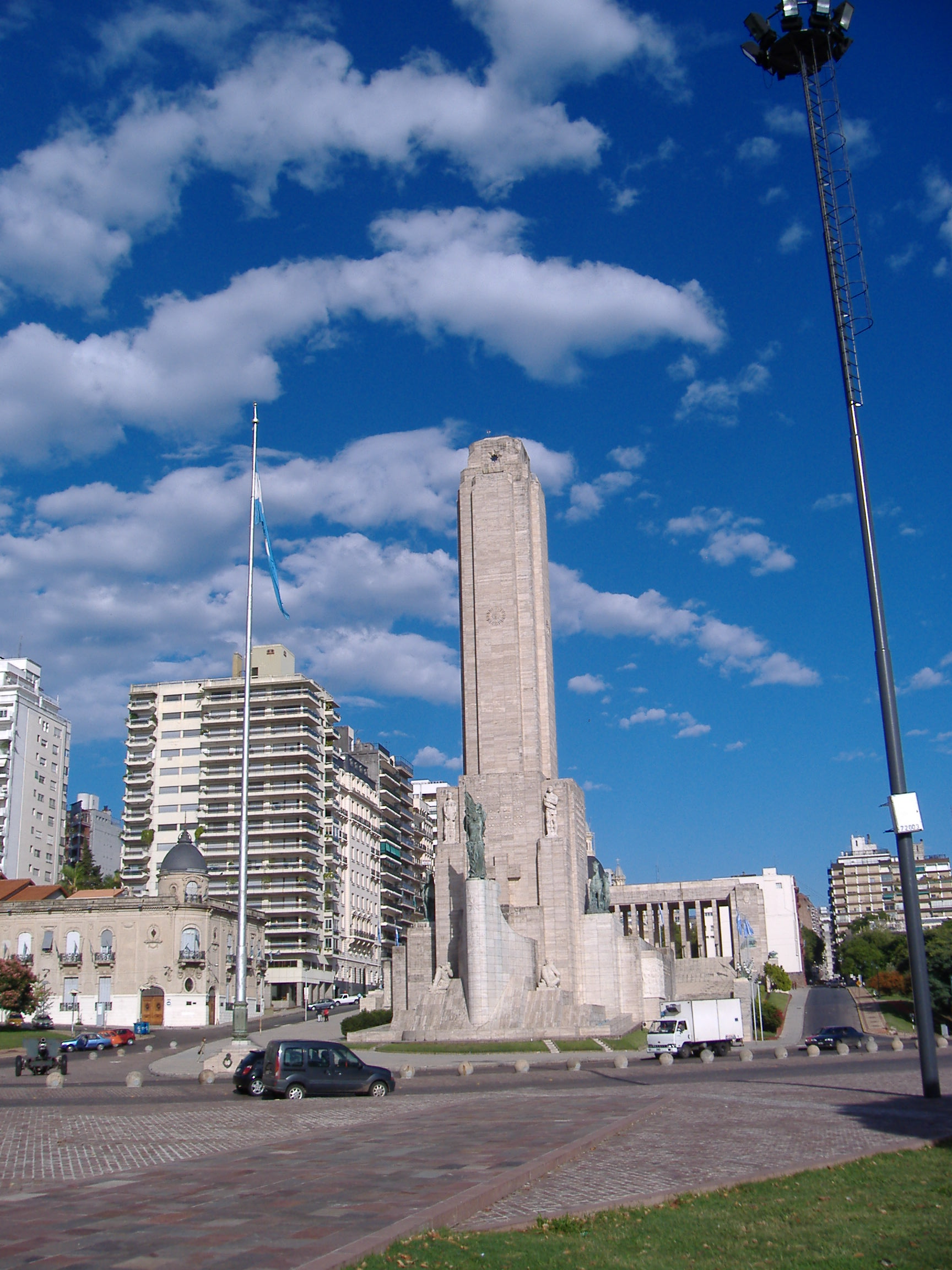
Monumento Nazionale alla Bandiera - Rosario, Provincia di Santa Fe

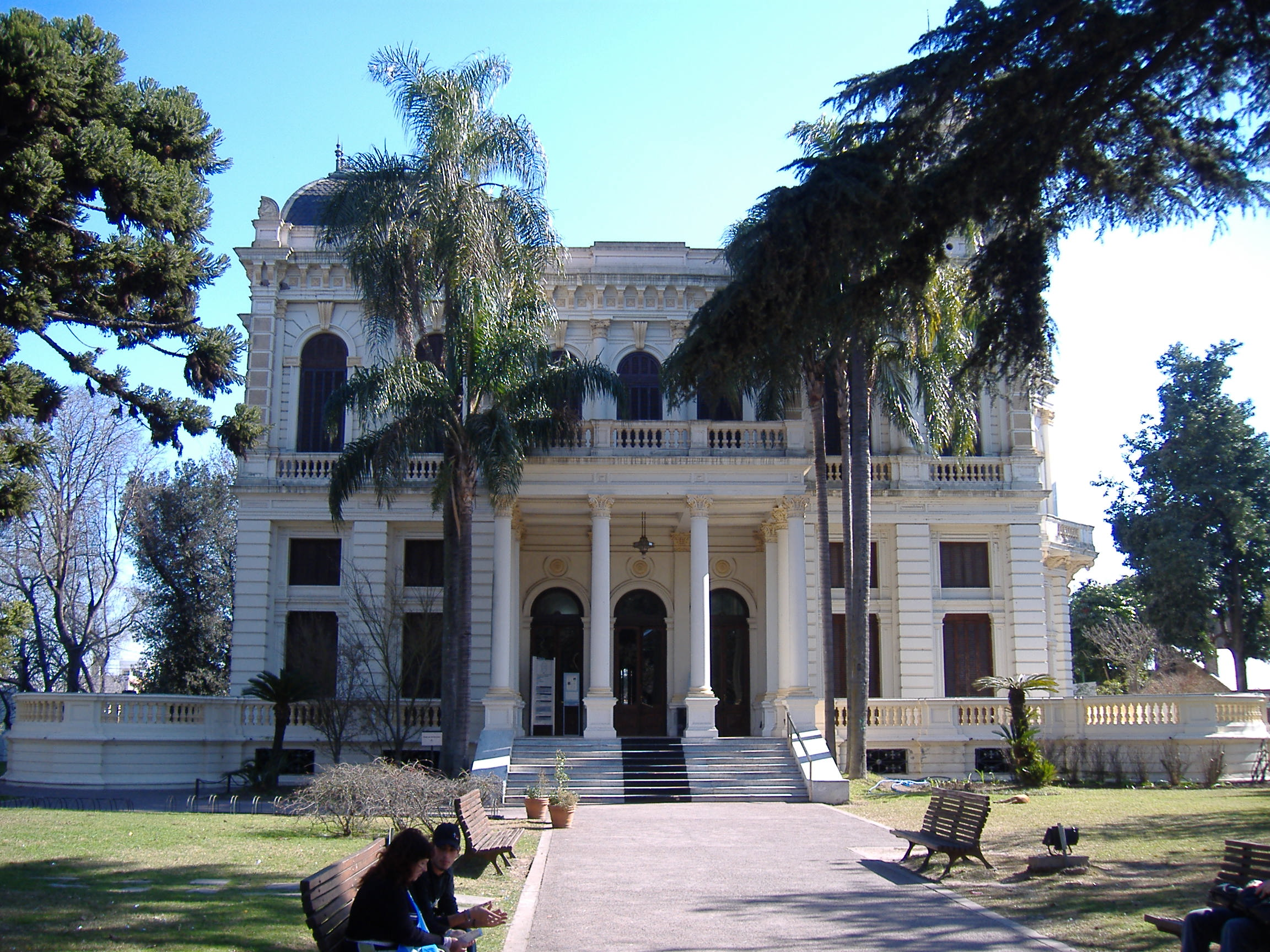
Villa Hortensia - Rosario, Provincia di Santa Fe

- Cattedrale Salta e Pantheon degli eroi del nord con la tomba di Martín Miguel de Güemes
- Cabildo di Salta, alloggio del Museo Storico del Nord
- Chiesa San Francisco - Salta
- Convento San Bernardo - Salta
- Casa del Museo di Hernández City - Salta
- Finca La Cruz e la casa di Martín Güemes
- Chiesa San José - Cachi
- Potrero de Payogasta - Cachi
- Stabilimento pre-ispanico di Santa Rosa de Tastil - Dipartimento di Rosario de Lerma

## Provincia di San Juan
- Casa natale di Domingo Faustino Sarmiento - Ciudad de San Juan (1801)[51]
- Complesso della Cella di San Martín, Stanza capitolare e Galleria annessa nel convento di Santo Domingo - Ciudad de San Juan (1590)[52]
- Scuola dei pensionati di Santa Rosa di Lima - Ciudad de San Juan (1839)[53]
- Cappella di Achango (XVIII secolo)[54]
- Tempio di San José - Jáchal (1878)[55]

## Provincia di San Luis
- Chiesa della Nostra Signora del Rosario - Villa de Merlo (1730/1740)[56]
- Casa di Domingo Faustino Sarmiento - San Francisco del Monte de Oro
- Chiesa San José del Morro[57]
- Scuola San Francisco del Monte de Oro (1826)[58]

## Provincia di Santa Fe
- Monumento nazionale alla Bandiera - Rosario[59]
- Club Español - Rosario
- Ex-Palazzo di Giustizia (ora sede della Scuola di Facolta di Derecho) - Rosario[60]
- Palazzo delle Poste (Palacio de Correos) - Rosario
- Scuola normale n.2 - Rosario
- Teatro El Círculo - Rosario
- Villa Hortensia - Rosario (XIX secolo)[61]
- Rovine Santa Fe la Vieja - Cayastá
- Convento di San Carlo - San Lorenzo
- Casa di Diez de Andino (ora Museo Storico Provinciale) - Santa Fe
- Cattedrale di Santa Fe - Santa Fe
- Convento di San Francesco - Santa Fe
- Teatro Primero de Mayo - Santa Fe
- Sinagoga Brenner - Moisés Ville

## Provincia di Santiago del Estero

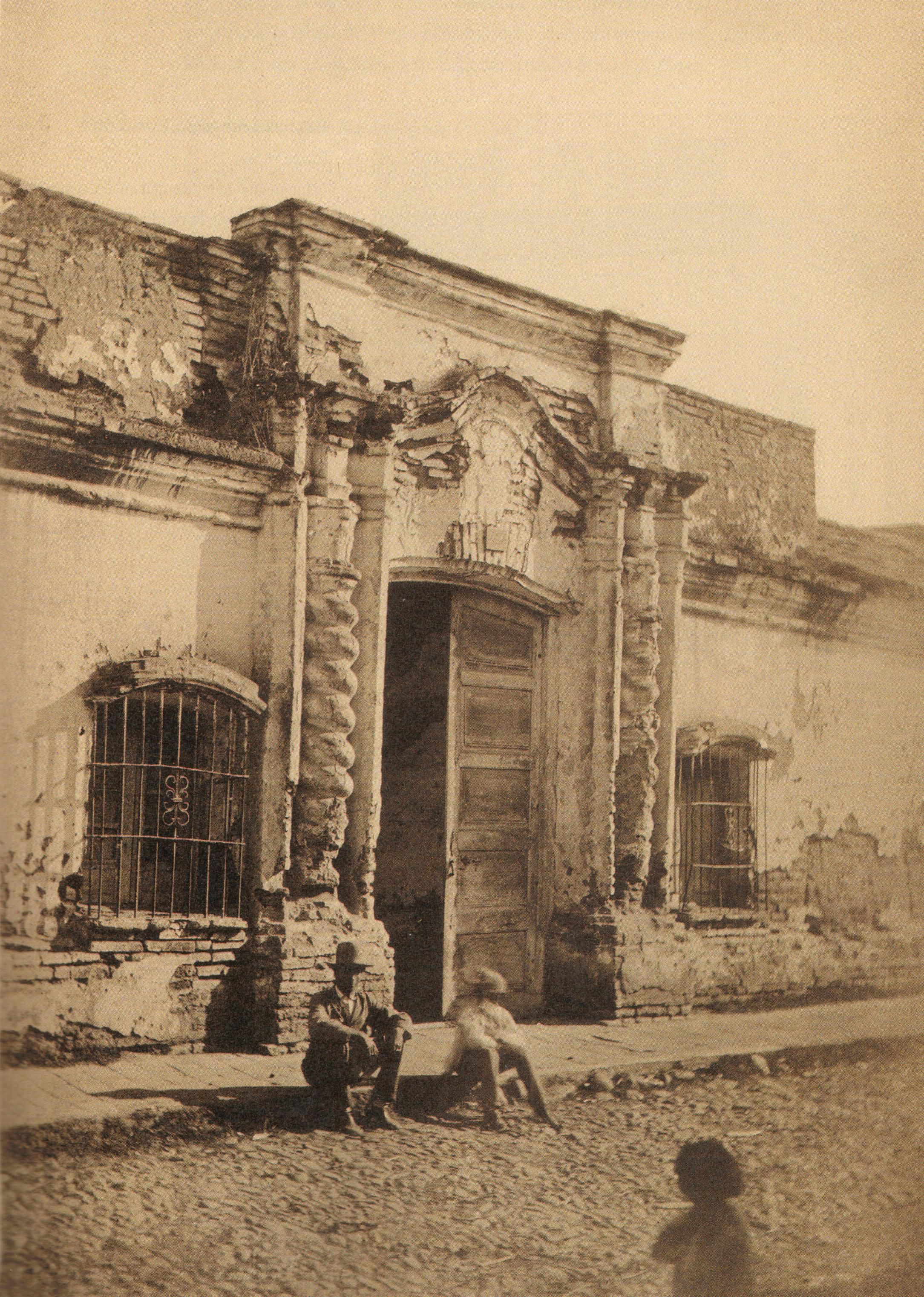
Casa di Tucumán, Provincia di Tucumán

- Ponte sopra il fiume Río Dulce - fra Santiago del Estero e La Banda[62]
- Cattedrale di Santiago del Estero
- Casa e museo di Andrés Chazarreta - Santiago del Estero
- Santuario del Nostro Signore dei Miracoli di Mailín - Lugones

## Provincia di Terra del Fuoco, Antartide e Isole dell'Atlantico del Sud
- Baia di Aguirre (Caverne di Gardiner)
- Baia di Buen Suceso
- Stazione Harberton - Isola Grande della Terra del Fuoco
- Pavillion dell'innalzamento della Bandiera Nazionale del Lasserre Expedition
- Cappella della Nostra Signora della Candelaria Misión Salesiana - Río Grande
- Baracca della Collina della neve (Colina Nevada) usata da Otto Nordenskjöld nella Spedizione Nordenskjöld-Larsen[63]
- Precedente Impianto Congelatore del CAP - Río Grande
- Cimitero della Società Salesiana di San Giovanni Bosco - Río Grande
- Monumento Islas Malvinas - Ushuaia
- Chiesa Parigina di Ushuaia
- Precedente Casa del Governo del Territorio, ora Legislatura Provinciale corrente - Ushuaia
- Casa Rosas - Isola Grande della Terra del Fuoco
- Faro Año Nuevo - Isola Osservatorio
- Caleta Falsa ai piedi del Monte Bilbao

## Provincia di Tucumán
- Casa di Tucumán
- Cattedrale di Tucumán
- Museo Storico Provinciale - Tucumán (precedente casa del Avellaneda))
- Chiesa di San Francesco - Tucumán
- Casa di José Colombres - Tucumán (Museo dell'Industria dello Zucchero)
- Estancia Gesuita di La Banda - Tafí del Valle

## Luoghi Storici Nazionali

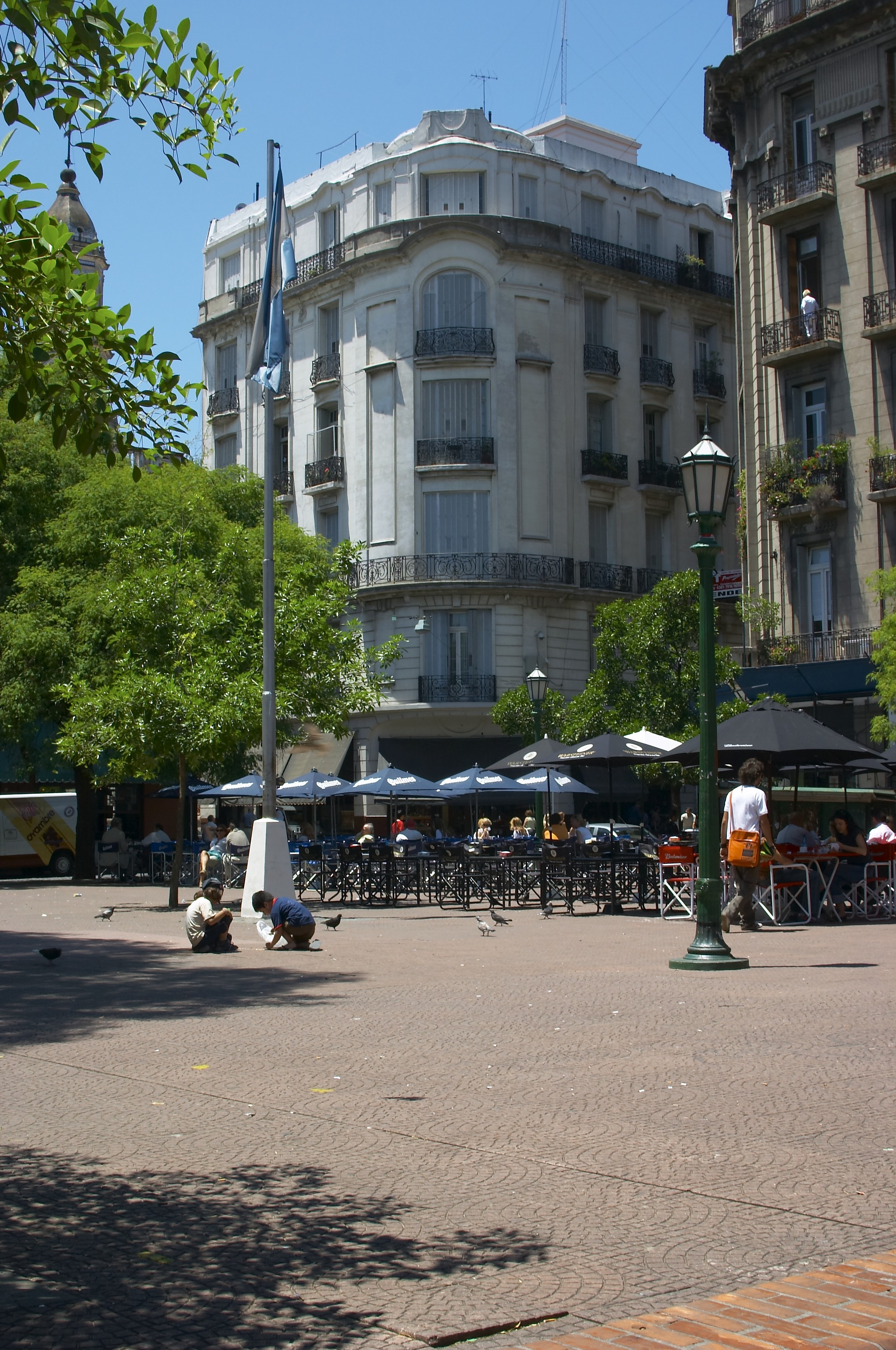
Plaza Dorrego - San Telmo, Buenos Aires

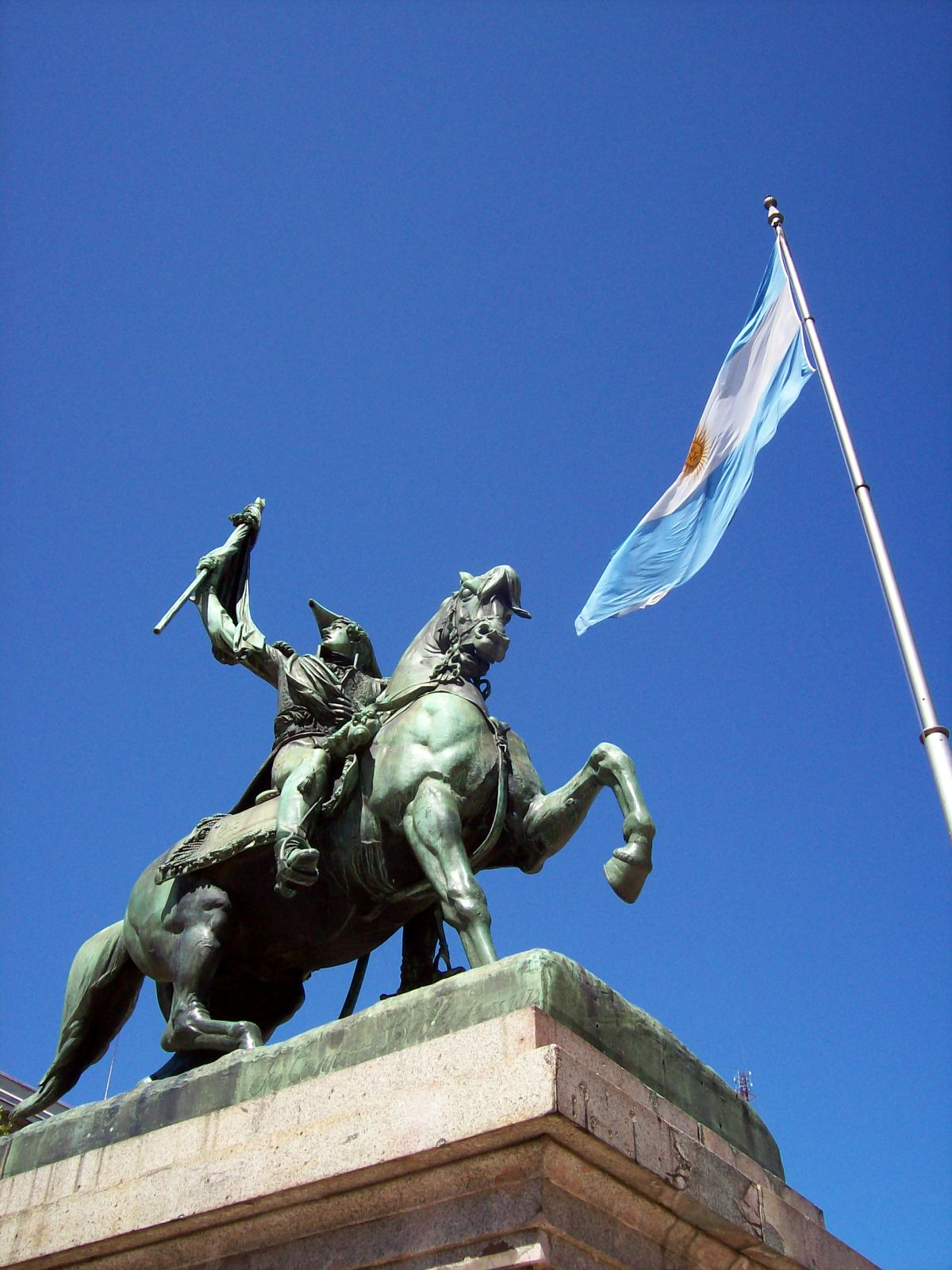
Monumento del Generale Manuel Belgrano in Plaza de Mayo, Buenos Aires

Oltre ai Monumenti Storici Nazionali, un certo numero di posti sono stati indicati come Luoghi Storici Nazionali (Lugares Históricos Nacionales), includendo:
- Plaza Dorrego - San Telmo, Buenos Aires
- Plaza de Mayo - Buenos Aires
- Avenida de Mayo - Buenos Aires
- Plaza de los Dos Congresos - Buenos Aires
- Casa di Carlos Gardel - Abasto, Buenos Aires
- Casa di Dr Bernardo Houssay - Buenos Aires
- Casa Carabassa - Buenos Aires
- Costruzione della via Austria - Buenos Aires
- Plaza Rodríguez Peña - Buenos Aires
- Giardino della Piazza Maestra - Buenos Aires
- Plazoleta Petronila Rodrígiez - Buenos Aires
- Plaza Rivadavia - Bahía Blanca, Provincia di Buenos Aires
- Cerro de la Caballada - Carmen de Patagones, Provincia di Buenos Aires
- Luogo originale del Forte di Plaza de Armas - Carmen de Patagones, Provincia di Buenos Aires
- Luogo di nascita di Luis Pedrabuena - Carmen de Patagones, Provincia di Buenos Aires
- Luogo della casa della Famiglia di Ambrosio Mitre - Carmen de Patagones, Provincia di Buenos Aires
- Luogo della casa della Famiglia di Martín Rivadavia - Carmen de Patagones, Provincia di Buenos Aires
- Cappella de los negros - Chascomús, Provincia di Buenos Aires
- Ciudad Evita - Partido di La Matanza, Provincia di Buenos Aires[64]
- Calle Nueva York, porto di La Plata, Provincia di Buenos Aires
- Piazza 1810 - Lobos, Provincia di Buenos Aires
- Piazza Victorio Grigera - Lomas de Zamora
- Casa di infanzia di Juan Domingo Perón - Roque Pérez, Provincia di Buenos Aires
- Stabilimento pre-ispanico di Rincón Chico - Dipartimento di Santa María, Provincia di Catamarca
- Puerto Bermejo - Provincia del Chaco
- Rovine della città di Concepción de Buena Esperanza - Provincia del Chaco
- Luogo del monumento di Cacique Casimiro Biguá - Dipartimento di Tehuelches, Provincia di Chubut
- Monolito e luogo del Forte - Junín de los Andes, Provincia di Neuquén
- Campo di battaglia di Chimehuín - Provincia di Neuquén
- Resti delle pitture della caverna - Las Juntas, Guachipas, Provincia di Salta
- Porto San Juan de Salvamento - Isola de los Estados, Provincia di Terra del Fuoco, Antartide e Isole dell'Atlantico del Sud
- Precedente sede della Missione Anglicana - Ushuaia, Provincia di Terra del Fuoco, Antartide e Isole dell'Atlantico del Sud
- El Paramo - Paramo Peninsula, Provincia di Terra del Fuoco, Antartide e Isole dell'Atlantico del Sud
- Parco 9 de Julio - Tucumán, Provincia di Tucumán